# Diptilon philocles
Diptilon philocles là một loài bướm đêm thuộc phân họ Arctiinae, họ Erebidae.